# Гершель, Каролина
Каролина Лукреция Ге́ршель (нем. Caroline Lucretia Herschel; 16 марта 1750, Ганновер, — 9 января 1848, там же) — англо-германский астроном, младшая сестра и ассистентка известного английского астронома и оптика Уильяма Гершеля (1738—1822). Автор ряда астрономических открытий, редактор и составитель звёздного каталога, дополнившего общеизвестный каталог небесных светил «Historia coelestis Britannica», или «Flamsteed Designations» («Британская история неба», или «Обозначения Флемстида») (1725) королевского астронома Дж. Флемстида (1646—1719). Вклад Каролины Гершель в астрономию был признан правительством Великобритании, отмечен Золотой медалью (1828). Почётный член Лондонского королевского астрономического общества (1835) и Ирландской Королевской Академии наук (1838).

## Биография

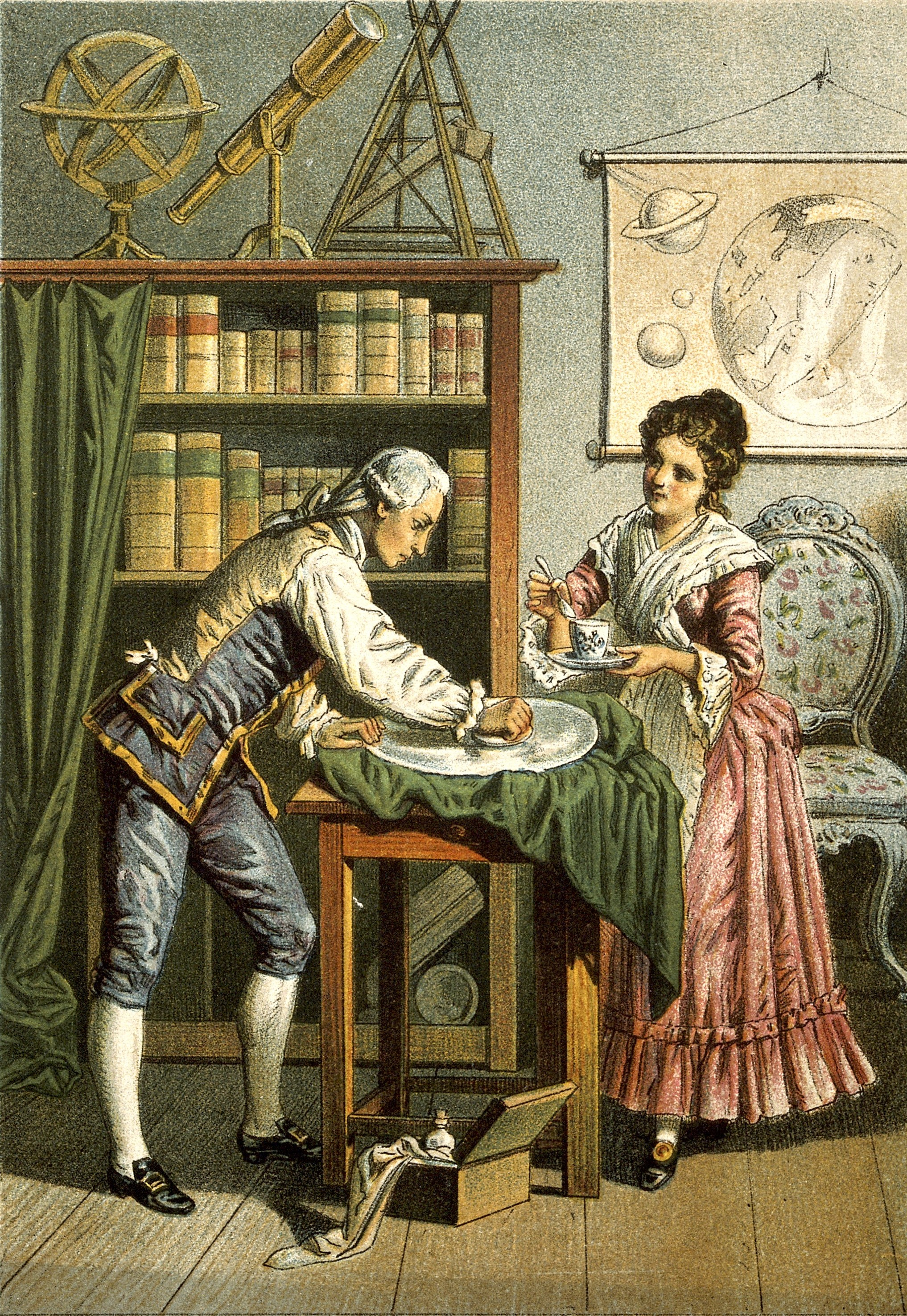
Уильям и Каролина Гершели. Литография ок. 1896 года

Родилась в семье военного музыканта Исаака Гершеля (1707—1767) и его жены Анны Ильзе Гершель (1710—1789), Исаак Гершель стремился дать своим детям музыкальное образование, была девятым ребёнком в семье. Два брата и две сестры из первоначальных детей умерли во младенчестве. Помимо Уильяма Гершеля, её брат Иоганн Александр Гершель (1745—1821) также был музыкантом и астрономом. Её старшая сестра София Элизабет Гершель (1733—1803) в 1755 году вышла замуж за скрипача Иоахима Генриха Грисбаха (1730—1773), когда Каролине было пять лет. Помимо Уильяма и Иоганна Александра у Каролины было ещё двое братьев: Генрих Антон Якоб Гершель (1734—1792) и Иоганн Дитрих Гершель (1755—1827), которые также впоследствии стали музыкантами. В 1772 году по приглашению своего старшего брата Уильяма Гершеля приехала в Англию и на оставшиеся 50 лет его жизни стала его неотлучной помощницей.
В первые восемь лет совместной жизни, пока Уильям Гершель ещё занимался музыкой, Каролина выступала в качестве певицы во всех его музыкальных сочинениях. По мере усиления астрономических занятий Гершеля Каролина оказалась вовлечённой и в них, ассистировала Гершелю в наблюдениях и вела их записи. В свободное время Каролина Гершель самостоятельно наблюдала небо и уже в 1783 году открыла три новых туманности. В 1786 году Каролиной Гершель была открыта новая комета — первая комета, обнаруженная женщиной; за этой кометой последовали ещё несколько.
После смерти Уильяма Гершеля в 1822 году Каролина Гершель вернулась в Ганновер, но не оставила астрономии. К 1828 году она закончила работу над каталогом 2500 звёздных туманностей, наблюдавшихся её братом; в связи с этим Королевское астрономическое общество Великобритании наградило её золотой медалью и в 1835 году избрало своим почётным членом.
В 1838 году Каролина Гершель была избрана почётным членом Ирландской Королевской академии наук.
В честь Каролины Гершель названы астероид (281) Лукреция, открытый в 1888 году, и кратер на Луне.